# PLBY Group, Inc.
PLBY Group, Inc., ehemals Playboy Enterprises, ist ein US-amerikanisches, weltweit tätiges Medien- und Lifestyle-Unternehmen, das von Hugh Hefner gegründet wurde, um das Magazin Playboy und damit verbundene Vermögenswerte zu verwalten. Der Hauptsitz des Unternehmens befindet sich derzeit in Los Angeles, Kalifornien. 
Das Unternehmen hat drei berichtspflichtige Segmente: Lizenzierung, die die Lizenzierung von Playboy-Marken an Dritte umfasst; Direct-to-Consumer, einschließlich des Verkaufs von Produkten Dritter über die eigenen und betriebenen E-Commerce-Plattformen; und digitale Abonnements und Inhalte, mit dem Verkauf von Abonnements für Playboy-Programme und Markenlizenzen für Online-Spielprodukte. Den Mehrheit seiner Umsätze erzielte das Unternehmen mit dem Vertrieb von Mode und Konsumgütern und nicht mehr mit Medien. 

## Geschichte
Das Unternehmen Playboy Enterprises wurde 1953 von Hugh Hefner gegründet. Die Verkaufszahlen des Playboy-Magazins erreichten 1972 mit über 7 Millionen Exemplaren ihren Höhepunkt. Playboy betrieb von 1960 bis 1986 vierzig Playboy-Club-Anlagen. Von Mitte der 1960er Jahre bis 1981 betrieb Playboy Casinos in England, als das Unternehmen seine Betriebslizenz verlor. Von 1978 bis 1982 betrieb Playboy auch ein Kasino in Nassau auf den Bahamas. Von 1981 bis 1984 war das Unternehmen Partner des Playboy Hotel and Casino in Atlantic City, New Jersey. Playboy Enterprises wurde eine dauerhafte Glücksspiellizenz in New Jersey verweigert und war gezwungen, an seinen Partner zu verkaufen, der den Namen des Hotels/Casinos in Atlantis Hotel and Casino änderte. Mit dem Playboy Club im Palms Casino Resort am Las Vegas Strip, der 2006 eröffnet und 2012 geschlossen wurde, kehrte das Unternehmen ins Nachtleben zurück. Weitere Playboy Clubs wurden 2010 und 2011 in Cancun, Macau und London eröffnet.
Im März 2011 gelang es dem Gründer Hugh Hefner, den Playboy nach 40 Jahren als börsennotiertes Unternehmen zu privatisieren. Er schloss sich mit der Private-Equity-Gesellschaft Rizvi Traverse zusammen. Playboy Enterprises schloss seinen ehemaligen Hauptsitz in Chicago im April 2012 und zog nach Los Angeles um. Im Jahr 2018, weniger als ein Jahr nach dem Tod von Hugh Hefner, verkaufte sein Nachlassverwalter seine verbleibenden Playboy-Anteile von 33 % im Wert von 35 Millionen US-Dollar an Icon Acquisition Holdings LP. Das Geld wurde zwischen Hefners Witwe und seinen vier Kindern aufgeteilt.
Bis 2015 war die Auflage des Magazins auf 800.000 Exemplare gesunken. Mit der Schließung der Zeitschriftensparte in den Vereinigten Staaten schloss das Unternehmen 2020 seine Verlagerung auf Konsumgüter ab. In anderen Märkten erscheint das Magazin allerdings weiterhin. Im Dezember 2019 erwarb Playboy Enterprises den Online-Einzelhändler Yandy für eine ungenannte Summe. Im Februar 2021 kündigte PLBY die Übernahme des Sexspielzeug-Einzelhändlers Lovers für 25 Millionen Dollar an.
Im Oktober 2020 kündigte Playboy Enterprises eine umgekehrte Fusion mit Mountain Crest Acquisition Corp, einer Zweckgesellschaft für Akquisitionen (SPAC), an. Am 11. Februar 2021 schloss die PLBY Group, Inc. ihre Fusion ab und begann den Handel an der Börse NASDAQ unter dem Kürzel PLBY.

## Marken
Das Unternehmen kontrolliert folgende Marken:
- Playboy
- Playboy TV
- Playboy Online
- Yandy.com
- Lover

## Playboy Foundation
Die Playboy Foundation des Unternehmens vergibt Zuschüsse an gemeinnützige Gruppen, die sich gegen Zensur, für Bürgerrechte und für die Erforschung der menschlichen Sexualität einsetzen.